# ایتاتئی
ایتاتئی (به اسپانیایی: Itatí) یک منطقهٔ مسکونی در آرژانتین است که در Itatí Department واقع شده‌است. ایتاتئی ۷٬۹۰۲ نفر جمعیت دارد.